# Indian Scout
Indian Scout byl motocykl vyráběný firmou Indian Motocycle Company v letech 1920 až 1949. Byl to nejúspěšnější model značky Indian.

## První Scouty (1920–1927)

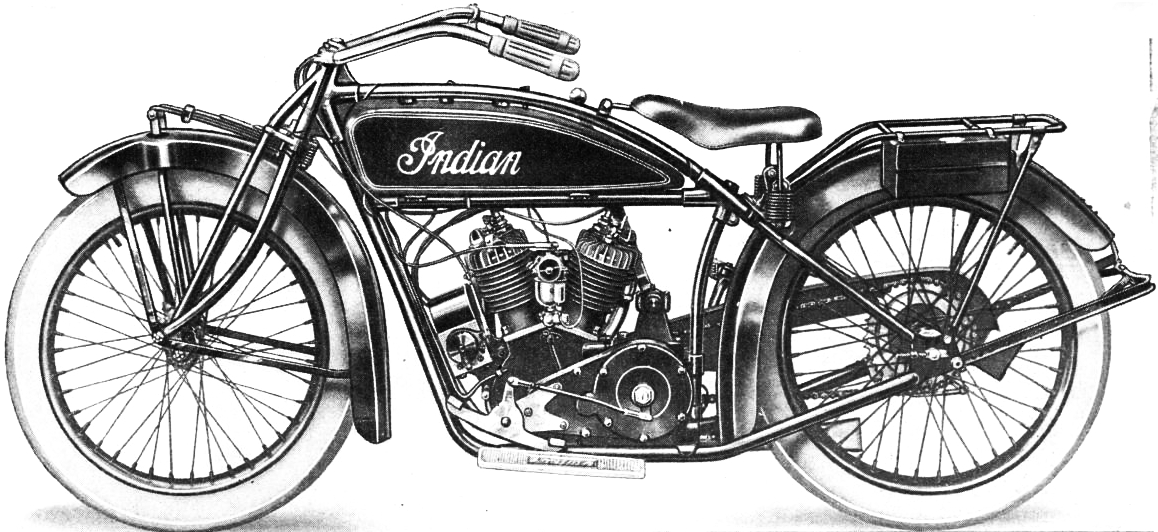
Indian Scout. Model G-20

Původní Scout z roku 1920 měl motor o obsahu 606 cm³ (37ci). Zdvihový objem byl navýšen na 745 cm³ (45ci) v roce 1927 jako odpověď na populární Excelsior Super X.

## 101 Scout (1928–1931)
Originální Scout byl nahrazen v roce 1928 modelem 101 Scout. Navržen Charles B. Franklin, který navrhl i originální Scout, 101 Scout měl tužší rám než předchozí Scout, měl větší sklon vidlice, delší rozvor a nižší posez. Byl to první Scout s přední brzdou.

## Pozdější Scouty a ukončení výroby (1931–1948)
V roce 1932, v důsledku snižování nákladů Scout používal těžší rám, který byl méně úspěšný. Negativní odezvy vedly k vytvoření verze Sport Scout v roce 1934, s lehčím rámem, vidlicí, lepší karburací a slitinou na hlavách válců Sport Scout vyhrál první závod Daytona 200 v roce 1937.

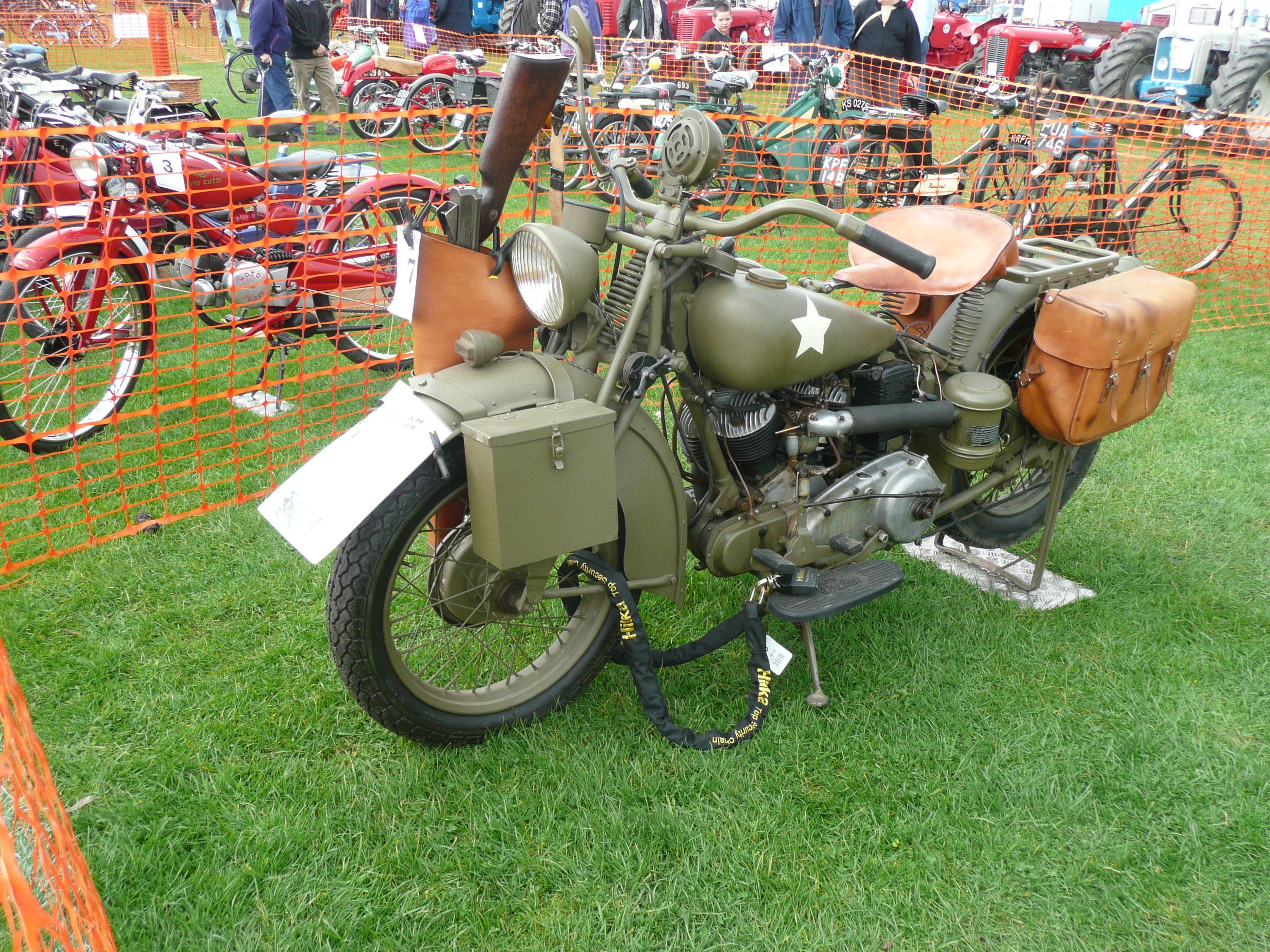
1942 military Indian Scout

Mnoho Scoutů bylo použito za druhé světové války, civilní výroba byla obnovena roku 1946. V roce 1948, Indian vyrobil pouze 50 kusů Daytona Sports Scout, (The "Big Base" Scout), z nichž s jedním Floyd Emde toho roku vyhrál závod Daytona 200 mile (322 km).
Menší 500 cm³ (30.5ci) Scout byl také vyráběn v letech 1932 a 1941, známý jako Scout Pony, Junior Scout a Thirty-Fifty.

## Pozemní rychlostní recordy

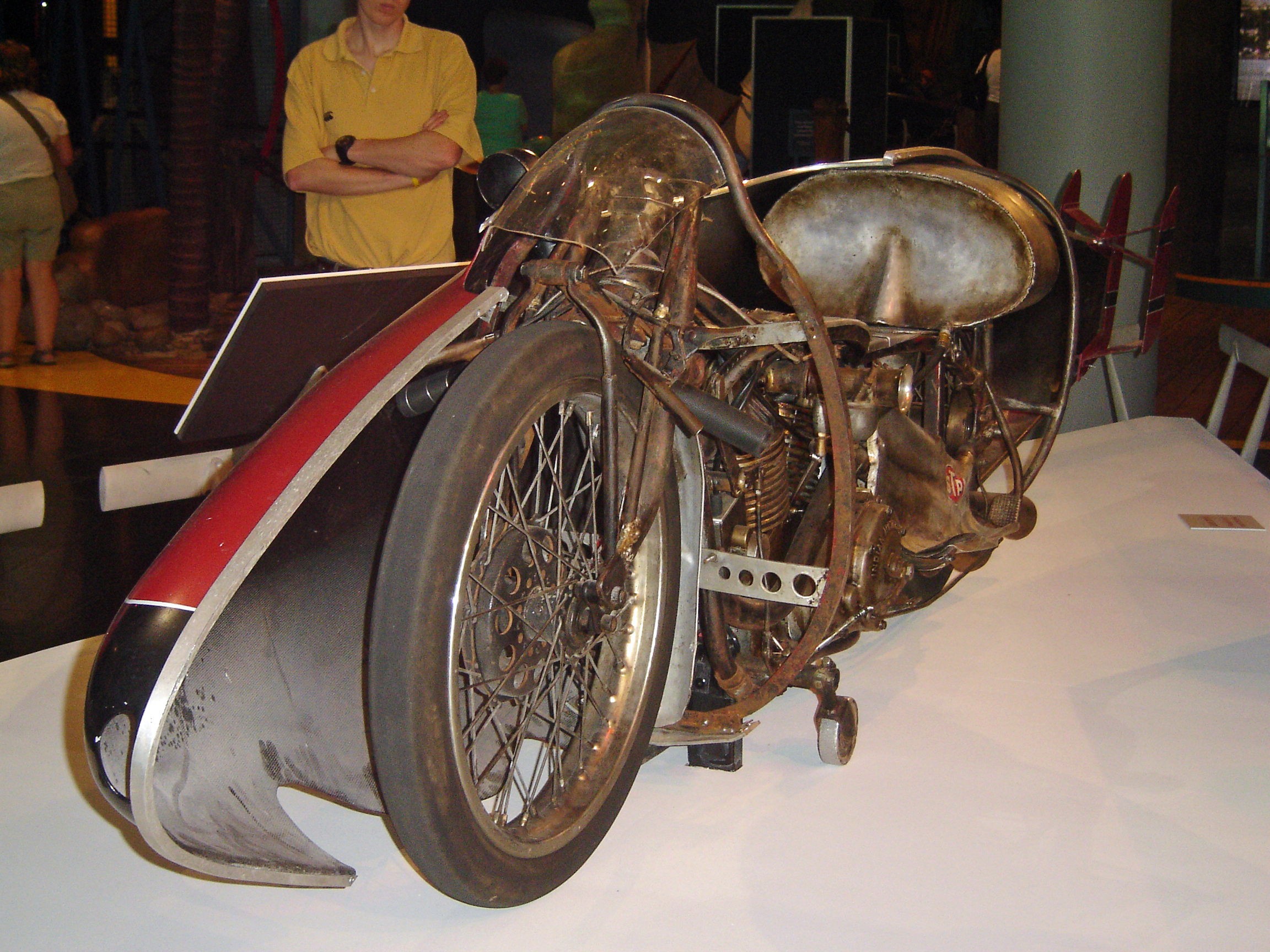
Replika motocyklu Indian Scout Burta Munroa z roku 1920, na které provedl jeho pokus o rekord v roce 1962

V letech 1962 a 1967, Novozélanďan Burt Munro použil modifikovaný 1920 Indian Scout ke stanovení mnoha pozemních rychlostních rekordů, což bylo zdramatizováno ve filmu z roku 2005 The World's Fastest Indian (V zajetí rychlosti).

## "Gilroy" Indian Scout
The Indian Motorcycle Company of America, sídlící v Gilroy v Kalifornii, stavěli Scout model od roku 2001 do jejich bankrotu v roce 2003.